# Rio Mahaweli
O rio Mahaweli (Tamil: ஆறு) é um rio do Sri Lanka com 335 km de comprimento, sendo o maior e mais longo do país. 
Possui uma bacia de drenagem de 10.448 km2, a maior do país, que cobre quase um quinto da área total da ilha, cruzando no seu curso boa parte da ilha. O rio desagua no Golfo de Bengala.